# Mónica Jiménez
Pour les articles homonymes, voir Jiménez.
Mónica Eliana Jiménez de la Jara (née à Santiago du Chili le 25 décembre 1940 et morte le 25 août 2020 dans la même ville) est une femme politique et académicienne chilienne. Sympathisante depuis des années, elle s'est finalement inscrite au Parti démocrate chrétien en janvier 2009. 

## Biographie
Mónica Jiménez a fait des études à l'université pontificale catholique du Chili puis à l'université catholique d'Amérique (Washington), où elle a obtenu un master en assistance sociale dans les années 1980.
Membre de la Comisión Nacional de Verdad y Reconciliación (CNVR, Commission nationale de vérité et de réconciliation, créée en 1990), elle a ensuite présidé la Comisión Justicia y Paz de la Conférence épiscopale du Chili. 
Nommée rectrice de l'université catholique de Temuco en janvier 2004, elle a fait partie du Consejo Asesor Presidencial de la Educación (es), une commission nommée par la présidente Michelle Bachelet à la suite du mouvement étudiant de 2006. La commission a rendu son rapport sur l'éducation en mars 2007. 
Elle a ensuite remplacé Yasna Provoste, en 18 avril 2008, comme ministre de l'Éducation, rôle qui l'a exposé aux contestations estudiantines.
Le 14 avril 2014, le ministère des relations extérieures du Chili confirme sa nomination comme ambassadrice près le Saint-Siège, elle remettra ses lettres de créances au pape François le 16 juin suivant. Elle prend sa visite de congé auprès du pape le 4 juin 2016.